# ジャニック・マーニュ
ジャニック・マーニュ（Janick Magne、1952年8月17日 - ）はフランス人の言語学者である。日本でフランス語教育に尽力。共立女子大学名誉教授。

## 人物・来歴
フランス・ドランシー（パリ）出身。
1975年、ディシジョン大学文学部ロシア語学科卒業。
1976年、ボルドー大学大学院スラブ研究科修士号取得。同年から翌年の1977年まで、ロシアのプーシキン記念ロシア語大学に留学。
1978年、ボルドー大学政治学研究所ブラック・アメリカ研究センターでDEAを取得。
1979年に来日。
1983年より共立女子大学で教鞭を取りはじめる。
1996年、ブサンソン大学言語学研究所でFLE(外国語としてのフランス語教授法)修士号を取得。
2003年、2004年のNHK教育テレビ「フランス語会話」に出演。2007年のスキットにも登場。七つの声を持つ演技派でもあり番組のスキットで披露していた。
2004年の「ロシア語会話」にゲスト出演して、講師のエレーナ・ラソヒナとロシア語で会話した。
2011年の東日本大震災の後に、フランスの環境保護派政党ヨーロッパ・エコロジ・緑の党に所属した。同年、7年ぶりにNHK語学講座に出演。
2012年、フランスの国民議会議員の総選挙に際して、日本を含む「駐国外フランス人の第十一選挙区」で同党の立候補者として挑戦したが、第1回投票での有効票総数に対する得票が7.05パーセント（1539票、4位）にとどまり、12.5パーセント以上が必要な決選投票に残ることはできなかった。
2015年、フランス共和国国家功労勲章シュヴァリエを受章。
2017年、長年教授を務めていた共立女子大学を退職。

## TV出演
- 「フランス語会話」（NHK、2003年 - 2004年、2004年 - 2005年、2007年）
- 「ロシア語会話」（NHK、2004年ゲスト出演）
- 「テレビでフランス語」（NHK、2011年上期）